# Osage Beach (Misuri)
Osage Beach es una ciudad ubicada en el condado de Camden en el estado estadounidense de Misuri. En el Censo de 2010 tenía una población de 4351 habitantes y una densidad poblacional de 162,64 personas por km².

## Geografía
Osage Beach se encuentra ubicada en las coordenadas 38°8′4″N 92°38′57″O / 38.13444, -92.64917. Según la Oficina del Censo de los Estados Unidos, Osage Beach tiene una superficie total de 26.75 km², de la cual 25.25 km² corresponden a tierra firme y (5.6%) 1.5 km² es agua.

## Demografía
Según el censo de 2010, había 4351 personas residiendo en Osage Beach. La densidad de población era de 162,64 hab./km². De los 4351 habitantes, Osage Beach estaba compuesto por el 93.56% blancos, el 1.06% eran afroamericanos, el 0.55% eran amerindios, el 1.15% eran asiáticos, el 0.21% eran isleños del Pacífico, el 2.41% eran de otras razas y el 1.06% pertenecían a dos o más razas. Del total de la población el 4.8% eran hispanos o latinos de cualquier raza.